# Siegfried Popper
Siegfried Viteslav Popper (Praga, 5 de janeiro de 1848 – Praga, 19 de abril de 1933) foi um arquiteto naval austro-húngaro de origem tcheca responsável pelo projeto da maioria das principais embarcações da Marinha Austro-Húngara.
Popper estudou engenharia na Universidade de Karlsruhe, no Grão-Ducado de Baden, e entrou na Marinha Austro-Húngara em 1869 como assistente de engenharia. Pelos anos seguintes ele ocupou diversos cargos dentro dos departamentos de projeto e construção. Sua experiência foi na supervisão da construção dos cruzadores torpedeiros SMS Panther e SMS Leopard.
Ele depois disso foi encarregado de preparar os projetos de uma classe de navios de defesa costeira, que tornaram-se a Classe Monarch. Pelas duas décadas seguintes, Popper projetou todas as classes de couraçados da Marinha Austro-Húngara: Habsburg, Erzherzog Karl, Radetzky e Tegetthoff. Ele frequentemente precisou trabalhar sob enormes restrições orçamentárias. Popper se aposentou da marinha em 1907, quando era de chefe do 1º Departamento do Comitê de Tecnologia da Marinha.